# 澳門司法制度
澳門司法制度（葡萄牙語：O sistema juridico de Macau）是指澳門的司法机关的性质，司法机关、组织的体系構成、其活动原则以及工作制度等方面的規定之总称。具體的內容包括了澳門司法机关設立的根據為何、由何組織而成以及如何運作。基於历史的原因，澳門的法律历史淵源來自於葡萄牙法律制度，因而澳門的司法制度亦受其影响，其司法组织及相關制度均源於葡萄牙，亦處處可見歐陸法系的司法制度特征。例如在司法机關上分別設置檢察院及法院，法官和檢察官同為司法官等。
1999年12月20日，中华人民共和国政府对澳门行使主权，因此：一國兩制、高度自治、享有独立的司法权和终审权，法院獨立進行審判，只服從法律而不受其他干涉，此等原則成為了澳門司法制度的磐石。而對澳門司法制度規範的法律主要是：《澳門特別行政區基本法》、《司法組織綱要法》以及《司法官通則》。

## 歷史沿革
澳門司法制度的演變沿革，可根據其本身在各歷史時期中的社會環境變遷和主權行使方的更替，而分五個不同階段。分別是鴉片戰爭前的封建法制，葡萄牙完全佔據時的殖民法制，葡國革命後非殖民化浪潮時期的雙重法制，回歸過渡期的過渡法制，以及特別行政區時期的自治法制。

### 封建法制（1845年以前）
澳門古稱濠鏡澳，與香山縣的歷史關係極其密切。秦朝時，澳門就正式納入中國版圖，屬南海郡地的番禺縣。因而自秦朝起，一直至1553年（明嘉靖三十二年）葡萄牙人來澳前，澳門的司法制度一直與古代中華法系的封建法制是一脈相承的。封建法制的特點是以儒家思想为理论基础，诸法一体，刑民不分，行政司法不分；而封建法制階段的澳門司法組織亦隨朝代的更迭而改變：
| 朝 代  | 司法組織                                           |
| ------ | -------------------------------------------------- |
| 秦 漢  | 廷尉、尚书台                                       |
| 南北朝 | 廷尉、尚书台、大理寺                               |
| 隋 唐  | 大理寺、刑部、御史台                               |
| 宋 元  | 审刑院、大理寺 → 大宗正府、刑部、御史台            |
| 明 清  | 三法司、大理寺、刑部、明朝專有：锦衣卫、东厂、西厂 |

上表列出的是各朝代時的全國性司法機關，另亦有地方性的司法組織及“司法官”，例如长老、里胥、县衙、官衙等，特點仍是行政司法不分。當時的司法制度的另一大特色便是民间调解的存在，宗族调解、邻里亲友调解、甚至是依靠民間信仰而作出裁決（擲筊等）亦是平常之事。但是，總結來說，當時的司法機關只不過君主专制的一种工具，沒有任何司法獨立可言。
葡萄牙人來澳後，澳門的司法制度亦沒有即時改變，因為在1845年以前，明清官府仍對澳門行使主權，司法制度仍是古代中華法系的封建法制。即便在1623年葡萄牙政府委任马士加路也为首任澳门总督以及1834年设立自治的澳门市政厅也沒有改變當時的澳門司法制度，因為當事的葡萄牙法律只是客觀地在存在於澳門的葡萄牙人群體之間，並沒有上昇至統治地位。然而，當時在澳葡人的內部自治便已形成一套獨有的司法制度：享有司法自治權，設立大法官並有專属的審判權；以《王室制誥》給予總督軍事及管理在澳葡人的內部大小事務；設立澳門議事會並制衡大法官和總督之權力。

### 殖民法制（1845年－1976年）
1845年11月20日，葡萄牙女王瑪麗亞二世單方面宣佈澳門為自由港，任命亞馬留為澳督並正式在澳門推行殖民統治。1887年，清政府與葡萄牙先後簽訂《中葡會議草約》和《中葡和好通商條約》，條約列明中國允許葡萄牙永駐澳門及属澳之地，但未經中國同意葡萄牙不得把澳门之管轄權让与他国，因此澳門事實上己成為葡萄牙之殖民地（名義上僅為葡萄牙的管領地）。這時期的澳門無論是法律（不包括行政命令）還是司法制度，都是源自於葡萄牙宗主國的法律或直接适用葡萄牙的司法組織及相關制度，但這其中亦有與葡萄牙原有的法律及司法制度的不同特別之處，例如：
1. 引入檢察官制度，但在處理華人之間的民商事糾紛時則由華務檢察官處理。（1862年12月17日公佈《華務檢察官署章程》）[8]
2. 延伸适用一些華人傳統的婚嫁、繼承習俗，使其成為明文規定的公共秩序。（1909年6月17日公佈《澳門華人風俗習慣法典》）[8]
3. 1917年11月29日成立華人專有法庭。[8]

所以，這段時期又被稱為殖民時期的司法多軌制；另外，這一段時期也是澳門現代法律體制框架形成的時期，因為葡萄牙的五大法典都是在這一時期陸續於澳門适用，並於日後成為回歸後的五大法典之藍本。

### 雙重法制（1976年－1987年）
1974年康乃馨革命推翻了葡萄牙新國家體制，此后葡萄牙政府宣布实行非殖民化政策，葡國被逼放弃各海外殖民地，导致世界各葡属殖民地纷纷脱离葡国殖民统治而独立。安哥拉和莫桑比克独立后，葡国承认：澳门不是葡萄牙的殖民地，而是葡萄牙管理的中国领土，是特殊地区，不再當作殖民地或所谓“澳門省”，而另行制定“与其特殊情况相适应的章程”管理。而這次非殖民化浪潮直接導致了這段時期獨有的雙重法制。
1976年，《澳門組織章程》和《葡萄牙共和國憲法》先後頒佈，承認澳門是「葡萄牙管治下的中國領土」，並且賦予了立法自治權。但當時澳門的立法自治權是有限的，基本上僅限於行政、經濟等需結合澳門實際情況制定的單行法律；然而一些葡萄牙法律如五大法典、《民事登記法典》、《物業登記法典》等仍舊是澳門法律體系的基本框架，此則形成澳門法制史上的雙重法制時期。
至於當時澳門的司法體系和司法原則，是由《葡萄牙憲法》和《澳門組織章程》所規範的，而司法機關的組織則是由《司法法院組織法》所規範的。按照《司法法院組織法》，澳門只擁有不完全的司法獨立，因為澳門的司法機關只是一個地方的司法機關，是葡萄牙司法組織系統內的一個法區。所以當時澳門只設有第一審法院，而沒有中級法院及終審法院，全部上訴都必須向葡萄牙的上級法院提起。另外，法官的任命、提升、調任或採取紀律行動，這都是屬於葡萄牙司法官團高等委員會的許可權；而檢察官的任命、提升、調任或採取紀律行動，則是屬於葡萄牙總檢察長公署的許可權。

### 過渡法制（1989年－1999年）
1987年3月26日，中華人民共和國和葡萄牙兩國政府在北京草簽了《關於澳門問題的聯合聲明》；及後又於同年之4月13日，兩國正式簽訂《中葡聯合聲明》。兩國政府在聲明中指出，澳門地區自古以來便是中國的領土，而中華人民共和國政府將於1999年12月20日對澳門恢復行使主權，並根據「一國兩制、高度自治、澳人治澳」的方針，設立澳門特別行政區，五十年內不變。在歷史上，澳門正正式式進入了過渡期，而法律上則進入了所謂的過渡法制時期。但是，澳門之司法制度迎來過渡期的全新變更，則要等到1989年葡萄牙修改憲法後，明文規定讓澳門地區可以擁有自身的司法組織，享有司法自治、法官獨立原則。隨著葡萄牙憲法的修正，《澳門組織章程》也進行了相應之修改。1991年葡萄牙國會又通過了《澳門司法組織綱要法》，葡萄牙總統向澳門最高法院授予了完全和專屬審判權；其中規定澳門地區擁有本身的自治權，以及適應澳門特徵的司法組織體系，確立澳門自身的司法體系。此後，澳門正式擁有完全的地區事務的司法自治、司法獨立，直至現在。

一、澳門地區仍受葡萄牙行政管理時，由適合其特別情別之通則約束。

二、載於二月十七日第1/76法律之澳門地區之《澳門組織章程》，連同九月十四日第53/79號法律所引進之修改，繼續生效。

三、應澳門立法會建議，或應澳門總督經聽取澳門立法會之建議，並經國務委員會提出意見後，共和國議會得過對通則之修改或將之取代。

四、如建築經更改後方被通過，而共和國總統，視乎情況未經澳門立法會或未經澳門總督贊同時，不得頒在共和國議會之命令。

五、澳門地區依法擁有本身之司法組織，該司法組織享有自治，適應澳門之特徵，並保障法官獨立原則。

 — 《葡萄牙共和國憲法》，最後及過渡規定，第二百九十二條 （澳門之通則）
另外，《澳門組織章程》也有相應之規定：

第五十一條

一、澳門地區擁有本身的司法組織，其享有自治，並適應澳門的特徵。

二、屬本地編制之司法官職位，得由共和國編制的司法官以定期委任制度填補。
第五十二條

在司法上，澳門法院負責維護受法律保障的權益，遏止違法性，以及解決公、私利益的衝突。
第五十三條

一、澳門法院是獨立的，只受法律約束。

二、澳門法院的獨立性由法官的不可移調性及無須遵守任何命令或指示所確保，但對上級法院基於上訴而作出的裁判之遵守義務，則不在此限。

三、如法官是定期委任的，在該段期間內保証不被移調。

四、不得使法官對其裁判負責，但法律所定之例外情況則不在此限。

五、檢察院根據法律規定有本身的通則及享有自治。

 — 《澳門組織章程》，第三章 司法，第五十一至五十三條
根據《澳門司法組織綱要法》當中對司法官的方面的權限，比起過去的《司法法院組織法》所規定的已有所擴大。尤其是以下的幾個方面：
- 《澳門司法組織綱要法》使澳門首次擁有了獨立的高等法院，從此以後澳門的司法機關于再只是葡萄牙司法組織系統內的一個地方司法機關。使大部分的上訴案件都可以由澳門的司法機關親自進行審判，僅在一些沒有管轄權的情況才需要葡萄牙的上級法院直接受理。
- 行使審判職能的權限依法為法院之專属權限，即不允許其他機關進行審判。
- 法院應維護受法律保護的利益，遏止違反民主、法治等核心價值之行為，並解決公共及私人所起之利益衝突。[12]

而當時澳門的司法機關主要有以下所列之機關：澳門法院；檢察官公署；刑事起訴法庭；司法警察司；治安警察廳；審計評政院；軍事法庭；水警稽查隊。
最後，在司法官任免之規定方面，則如下表所列：
| 機關或據位人                                   | 委任方                                                     |
| ---------------------------------------------- | ---------------------------------------------------------- |
| 法院之官員（隸屬於葡萄牙里斯本法院）           | 葡萄牙司法部門                                             |
| 檢察官公署之官員（隸屬於葡萄牙共和國總檢察長） | 葡萄牙司法部門                                             |
| 各級法院院長                                   | 總督（徵求及根據澳門司法高等委員會及澳門司法委員會的建議） |
| 法官和各級檢察官                               | 總督（徵求及根據澳門司法高等委員會及澳門司法委員會的建議） |

除此之外，在法律本地化的同時，司法官亦在過渡時期開始進入本地化的階後，打破了以往葡人壟斷了司法官界的局面。在1996年以前澳門司法官員仍然全部來自葡萄牙，到了1996年，澳門才出現了首位華人法官和首位華人檢察官。1999年後，澳門各級法院法官和檢察官人數估計為36至40人。

### 自治法制（1999年12月20日至今）
1999年12月20日，澳門回歸中華人民共和國，成為中華人民共和國第二個特別行政區。而澳門特別行政區的司法制度既有傳承殖民時代所確立的歐陸法系的特色，又有隨着基本法的生效而有所改變。

## 法律根據
澳門回歸以後，《中華人民共和國憲法》和《澳門特別行政區基本法》成為了澳門的憲制性法律。其中基本法第11條就規定了澳門特別行政區司法方面的制度以及有關政策，均以基本法的規定為依據。因此，澳門特別行政區所有關於司法方面的法律、法令、行政法規和其他規範性文件，均不得與基本法抵觸。另外，基本法第36條規定，澳門居民有權訴諸法律，向法院提起訴訟，以捍衛自己的合法權利。

## 運作原則

### 初級法院
初級法院（葡萄牙語：Tribunal Judicial de Base）以專門庭的方式運作，在審理案件時則以合議庭或獨任庭的方式運作，如無特別法律規定，通常由一名法官組成的獨任庭審理案件，如須組成合議庭時，則由主持審判的合議庭主席、負責卷宗的法官及另一名由法官委員會預先指定的法官共同審理案件。

#### 刑事起訴法庭
刑事起訴法庭（葡萄牙語：Juízo de Instrução Criminal）以專門庭的方式運作，現時共設有行政中心及兩個分庭。

### 行政法院
行政法院（葡萄牙語：Tribunal Administrativo）在審理案件時以合議庭或獨任庭的方式運作。如無特別法律規定，通常由一名法官組成的獨任庭審理案件，如須組成合議庭時，則由法官委員會預先指定的合議庭主席主持審判、並由負責卷宗的法官及另一名由法官委員會預先指定的法官共同審理案件。

### 中級法院
中級法院（葡萄牙語：Tribunal de Segunda Instância）在審理案件時以評議會及聽證的方式運作。參與評議會及聽證的實體有：院長（作為裁判書製作人或助審法官）、兩名法官及訴訟法律規定的實體；或院長（不作為裁判書製作人或助審法官）、三名法官及訴訟法律規定的實體，但法律另有規定者除外。中級法院的評議會及開庭聽證按日程進行，除在特別情況下經院長決定外，會議及開庭通常每周進行一次。

### 終審法院
終審法院（葡萄牙語：Tribunal de Última Instância）在審理案件時以評議會及聽證的方式運作，作為助審法官的終審法院院長、裁判書製作法官、助審法官以及訴訟法規定的實體均參與評議會及聽證。
除法律另有規定外，當終審法院作為第二審級審判上訴案件時，須負責審理事實及法律上的事宜；如非作為第二審級，則僅審理法律上的事宜。當終審法院行使統一司法見解的管轄權時，除所有終審法院法官參與評議會外，無須迴避的中級法院院長及在中級法院年資最久且無須迴避的法官亦參與評議會；如須迴避，則由按年資順序在其之後的法官參與。

## 組織

### 第一審法院

#### 初級法院
- 民事法庭
- 刑事法庭
- 勞動法庭

- 輕微民事案件法庭
- 刑事起訴法庭
- 家庭及未成年人法庭
- 檢察院[[[Wikipedia:格式手册/链接#章節|錨點失效]]]駐初級法院[[[Wikipedia:格式手册/链接#章節|錨點失效]]]辦事處

#### 行政法院
- 檢察院駐行政法院辦事處

### 中級法院
- 具管轄權審判刑事性質案件的刑事訴訟案件分庭
- 具管轄權審判其他案件的分庭

- 檢察院駐中級法院辦事處

### 終審法院
- 終審法院院長辦公室
- 檢察院駐終審法院辦事處